# プラークミンズ郡 (ルイジアナ州)
プラークミンズ郡（プラークミンズぐん、英: Plaquemines Parish、[ˈplækɪmɪnz] プラーキミンズ郡とも）は、アメリカ合衆国ルイジアナ州の南東部隅、ミシシッピ川デルタに位置する郡である。2010年国勢調査での人口は2万3042人であり、2000年の2万6757人から13.9％減少した。郡庁所在地は国勢調査指定地域のポワンタラハシュ（人口187人）であり、同郡で人口最大の町はベルチャス（人口1万2679人）である。
この郡はニューオーリンズ・メテリー・ケナー大都市圏に属し、またニューオーリンズ・メテリー・ボガルーサ広域都市圏を構成している。

## 歴史
郡の名称はフランス・クレオール語とアタカパ族インディアンの言葉でパーシモン（柿）を意味する piakimin から採られた。フランス人がミシシッピ川の岸に建設した軍事基地にその名前を付けたものだが、その場所は多くのパーシモンの木で囲まれていた。その基地の名前が郡名となり、近くのバイユーにも付けられた。
ヨーロッパ人による郡内最古の開拓地はラ・バリーズであり、1699年にミシシッピ川河口近くにフランス人が粗野な砦を建てて住んだものだった。ラ・バリーズというフランス語は「海の標」を意味し、船の標識となるべく背の高い木造の構造物だった。フランス人は1721年にも62フィート (19 m) の高さの標を造った。1720年頃に作られた地図では島と砦、および河口が示されている。
ミッシッピ川の交通と交易が増加するに連れて、複雑で常に変化する川の流れ、また砂州などを知悉した水先案内人の重要性が増した。彼らは家族を伴ってラ・バリーズに住むようになった。この集落は何度も破壊されては再建されたが、1860年のハリケーンで荒廃した後は放棄された。水先案内人達は上流に移り、「パイロットタウン」と名付けた開拓地を建設して住み始めた。19世紀にはその人口がピークに達した。川の水先案内の仕事の重要度は続くが、従事者はより人口の多い地域に家族と住み、パイロットタウンには仕事の時に限り、一時的に留まるようになった。
重要な歴史史跡は1822年に建設されたジャクソン砦であり、米英戦争のニューオーリンズの戦いで英雄になったアンドリュー・ジャクソン将軍が推奨したものだった。南北戦争中の1861年、ジャクソン砦はミシシッピ川河口にあったので、アメリカ連合国軍がニューオーリンズ市を守るために重要なものになった。第一次世界大戦の1917年から1918年、アメリカ陸軍はここを訓練基地として使った。
プラークミンズ郡はミシシッピ川河口から70マイル (100 km) に広がっているので、川沿いには幾つかの製油所があり、その製品の輸送を川に頼っている。ミシシッピ川はオフショアのオイルリグを支援する基地でもある。海外貿易にコンテナを用いるようになったことではアメリカ合衆国で最初の場所である。
1901年8月のハリケーンでブラスの町には4フィート (1.2 m) の水が来るなど被害が出た 。
1900年代初期、郡内からは柑橘類が輸出された。農夫は鉄道とミシシッピ川を使って大量の商品を市場に送り出した。特に牡蠣を中心とする商業漁業も郡経済にとって重要なものだった。
1915年の大ハリケーンは郡内の多くの場所で被害を出し、ミシシッピ川両岸で堤防が決壊し、高潮は12フィート (3.6 m) に及び、数百人の死者を出した。多くの者が家を失い、慈善援助が届くまで飢えてしまう者もいた。ポワンタラハシュの古い郡庁舎もこの嵐で破壊された建物群の1つであったが、1年経たないうちに新しい庁舎が完成した。
1919年から1969年、プラークミンズ郡とセントバーナード郡は、政界の大物レアンダー・ペレスの支配するところとなり、ペレスは地域に事実上の専制を布き選挙を操作し、厳しい人種差別を強いた。ペレスが死ぬとその息子達であるレアンダー・ペレス・ジュニアとチェイリン・ペレスが、それぞれ地区検事と郡長に選出されて政治を支配した。個人間の揉めごとからペレス家の実権が弱まると、1980年には政敵が選挙に勝てるようになった。
1927年のミシシッピ川大洪水のとき、市と州の指導者達はニューオーリンズの町を洪水から救うために、キャナル通りの下流13マイル (19 km)、カーナーボンの堤防をダイナマイトで爆破した。その結果、人口の少なかったセントバーナード郡やプラークミンズ郡の大半が水没し、農作地や家屋に大きな被害をもたらした。ランディ・ニューマンの「ルイジアナ1927」はこの洪水を題材とした楽曲である。
1965年、ハリケーン・ベッツィがこの地域を襲い、郡庁舎など多くの建物が浸水し、9人の死者が出た。レアンダー・ペレスは郡を外界から遮断する一方で州の援助を得ようとした。

### 歴史史跡
郡内には3つのアメリカ合衆国国定歴史建造物がある。
- デ・ラ・ブーライエ砦史跡（英語）
- ジャクソン砦（英語）
- セントフィリップ砦（英語）

その他にアメリカ合衆国国家歴史登録財に指定される場所が5つある。ウッドランド・プランテーション（英語）は1930年代以来、サザンカンフォート・ウィスキーのラベルに使われている。このプランテーションはミシシッピ川西岸、ウェストポワンタラハシュ（英語）にある南北戦争以前の邸宅（antebellum）が著名である。この邸宅は朝食付き宿泊施設として使われている。

### ハリケーン・カトリーナ
2005年8月29日、アメリカ史上でも最悪の惨事がルイジアナ州を襲った。ハリケーン・カトリーナは州南部全体に深刻な被害をもたらした。プラークミンズ郡では戒厳令が発せられたが、州法にはそのような用語が無いと多くのメディアが報じた。被害の出なかった所は無いくらいで、プラークミンズ郡、オーリンズ郡および隣接するセントバーナード郡の被害が大きかった。ポワンタラハシュ、ポートサルファー、ブラス・トライアンフ、エンパイア、ブースビル・ベニス、フェニックス、ベニスの町が莫大な損害を出した。上陸時（カテゴリー5）に激しい雨と時速120マイル (190 km/h) を超える暴風で、堤防が決壊した。高波は20フィート (6.1 m) にもなった。退去命令によって住民の大半は脱出していたが、脱出できない者もいた。少なくとも3人の住民が死亡した。

## 地理
アメリカ合衆国国勢調査局に拠れば、郡域全面積は2,567平方マイル (6,650 km2)であり、このうち陸地780平方マイル (2,000 km2)、水域は1,787平方マイル (4,630 km2)で水域率は70％である
。ルイジアナ州で面積が最大の郡であり、州の南と南東はメキシコ湾に面する。

### 主要高規格道路
- ルイジアナ州道23号線 - 西岸
- ルイジアナ州道39号線 - 東岸

### 隣接する郡、地勢
- オーリンズ郡 - 北
- セントバーナード郡 - 北東
- ジェファーソン郡 - 西
- メキシコ湾 - 南東、南

### 国立保護地域
- ブレトン国立野生生物保護区（英語）（部分）
- デルタ国立野生生物保護区（英語）

## 経済
プラークミンズ郡には重要な海産物産業がある。エビ、カニ、牡蠣および魚類を毎年数百万ポンド出荷している。また柑橘類の生産も盛んである。
海産物と柑橘類の生産はハリケーン・カトリーナの後で幾らか衰えてきている。エビや甲殻類漁船の半分ほどが失われた。2007年1月、柑橘類の樹木数千本が摘果されないままになった。
プラークミンズ港は合衆国の中でも最大級の港であり、主に国内向け貨物を扱っている。

## 人口動態
以下は2000年の国勢調査による人口統計データである。
| 基礎データ - 人口: 26,757人 - 世帯数: 9,021 世帯 - 家族数: 7,000 家族 - 人口密度: 12人/km2（32人/mi2） - 住居数: 10,481軒 - 住居密度: 5軒/km2（12軒/mi2） 人種別人口構成 - 白人: 69.77% - アフリカン・アメリカン: 23.39% - ネイティブ・アメリカン: 2.07% - アジア人: 2.62% - 太平洋諸島系: 0.01% - その他の人種: 0.73% - 混血: 1.42% - ヒスパニック・ラテン系: 1.62% 言語別人口構成 - フランス語またはクレオール・フランス語: 2.22% 年齢別人口構成 - 18歳未満: 29.2% - 18-24歳: 9.2% - 25-44歳: 30.5% - 45-64歳: 21.4% - 65歳以上: 9.8% - 年齢の中央値: 34歳 - 性比（女性100人あたり男性の人口） - 総人口: 99.4 - 18歳以上: 97.3 | 世帯と家族（対世帯数） - 18歳未満の子供がいる: 39.5% - 結婚・同居している夫婦: 57.5% - 未婚・離婚・死別女性が世帯主: 14.6% - 非家族世帯: 22.4% - 単身世帯: 18.6% - 65歳以上の老人1人暮らし: 7.1% - 平均構成人数 - 世帯: 2.89人 - 家族: 3.30人 収入と家計 - 収入の中央値 - 世帯: 38,173米ドル - 家族: 42,610米ドル - 性別 - 男性: 37,245米ドル - 女性: 21,691米ドル - 人口1人あたり収入: 15,937米ドル - 貧困線以下 - 対人口: 18.0% - 対家族数: 15.4% - 18歳未満: 20.7% - 65歳以上: 18.4% |

## 都市と町

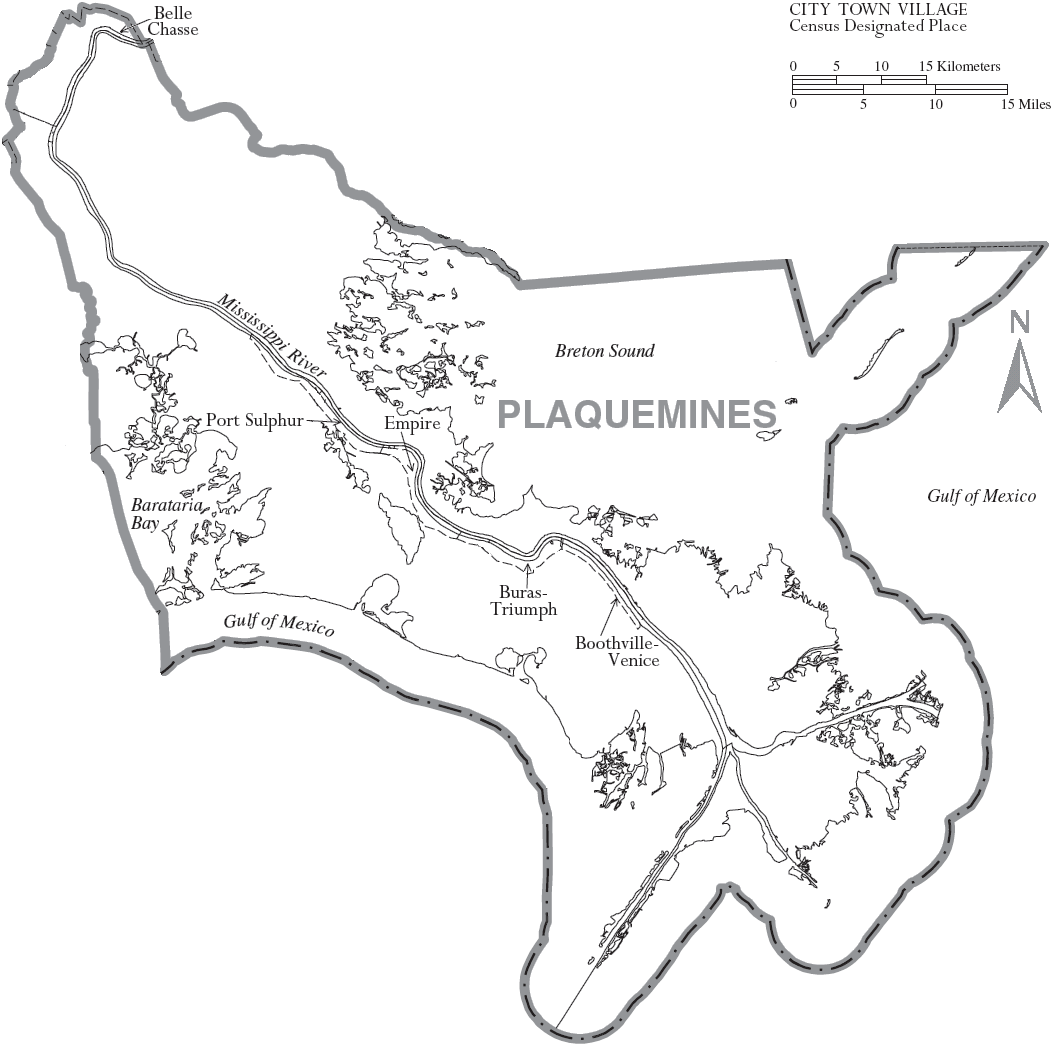
プラークミンズ郡図

プラークミンズ郡には法人化された町が無い。以下は国勢調査指定地域または未編入領域（※印）のそれぞれ一部を抽出した。
- ベル・チャス（英語版）
- ボヘミア（英語）※
- ブースビル・ベニス（英語）
- ブレイスウェイト Braithwaite※
- ブラス・トライアンフ（英語）
- バーウッド（無人の街）
- ダバナット（英語）※
- エンパイア（英語）
- アイアントン（英語）※
- ジェスイットベンド（英語）※
- オーキッド（英語）※
- フェニックス（英語）※
- パイロットタウン (ルイジアナ州)（英語版）
- ポワンタラハシュ（英語版） - 郡庁所在地
- ポートイーズ（英語）※
- ポートサルファー（英語）
- トライアンフ（英語）
- ベニス（英語）

## 教育
プラークミンズ郡教育委員会が地元の公立学校を運営している。

## 著名な出身者
- ダン・アレグザンダー（英語） アメリカンフットボール選手
- アイリーン・グリフィン（英語） アフリカ系アメリカ人で初めて投票権の申請をした公民権運動の活動家
- ウイリアム・「ビリー」・ナンジェサー（英語） ルイジアナ州副知事
- レアンダー・ペレス（英語） 法曹家、政治家、人種差別推進者
- クリス・ヘンリー（英語） アメリカンフットボール選手